# 케주마로크

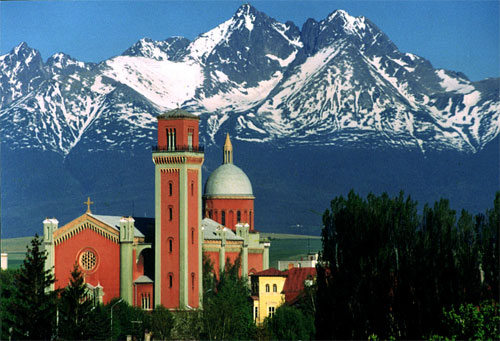
케주마로크

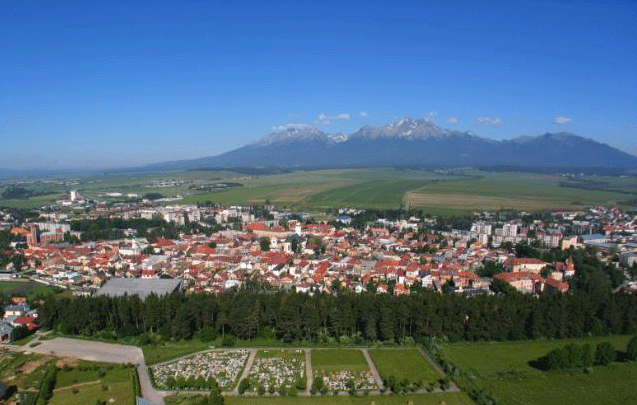
하늘에서 내려다 본 케주마로크

케주마로크(슬로바키아어: Kežmarok, 독일어: Kesmark/Käsmark 케스마르크/케슈마르크[*], 헝가리어: Késmárk 케슈마르크[*])는 슬로바키아 동부 프레쇼우 주에 위치한 도시로 면적은 24.83km2, 높이는 626m, 인구는 17,241명(2005년 기준), 인구 밀도는 694명/km2이다.

시 문장

## 역사
13세기 독일인 광부와 슬로바키아인 어민, 헝가리인 국경 수비대가 거주했다고 전해지며 1251년 문헌에 처음 등장한다. 1269년 시로 승격되었으며 도시 이름은 독일어로 "치즈 시장"을 뜻하는 단어인 "케스마르크"(Kesmark)에서 유래된 이름이다. 1380년 왕립 자유 도시로 지정되었으며 중세 시대에는 무역과 수공예의 중심지로 성장했다.